# Малкият ми брат
„Малкият ми брат“ (рус.Мой младший брат) е съветски черно-бял игрален филм. Въз основа на сюжета на романа на Василий Аксьонов "Звезден билет".

## Сюжет
След като завърши училище, момчето мислеше да отиде някъде далеч от дома. Убеждаването на по-големия брат да приеме сериозно бъдещия си живот засили намеренията му...

## Създатели
- Сценарий: Василий Аксьонов, Михаил Анчаров, Александър Зархи
- Режисьор: Александра Зархи
- Оператор: Анатолий Петрицки
- Композитор: Микаел Таривердиев

## В ролите
- Людмила Марченко
- Александър Збруев
- Олег Дал
- Андрей Миронов
- Олег Ефремов
- Иван Савкин
- Арво Круусемент
- Джон Саул
- Вила Томингас

## Интересни факти
Олег Дал и Александър Збруев изиграха дебютните си роли във филма, а Андрей Миронов вече беше участвал във филма „А ако това е любов?“ По това време.